# 莫阿蒂澤區
16°07′S 33°44′E / 16.117°S 33.733°E
莫阿蒂澤區（葡萄牙語：Moatize），是莫桑比克的行政區，位於該國西北部，由太特省負責管轄，首府設於莫阿蒂澤，面積8,879平方公里，1997年人口109,103，人口密度每平方公里12人。